# Плангенуаль
Плангенуа́ль (фр. Planguenoual, брет. Plangonwal, галло Plangenóau) — коммуна во Франции, находится в регионе Бретань. Департамент — Кот-д’Армор. Входит в состав кантона Пленёф-Валь-Андре. Округ коммуны — Сен-Бриё.
Код INSEE коммуны — 22173.

## География
Коммуна расположена приблизительно в 370 км к западу от Парижа, в 85 км северо-западнее Ренна, в 15 км к востоку от Сен-Бриё.
Коммуна расположена на берегу бухты Сен-Бриё.

## Население
Население коммуны на 2008 год составляло 1840 человек.
| 1962 | 1968 | 1975 | 1982 | 1990 | 1999 | 2008 |
| ---- | ---- | ---- | ---- | ---- | ---- | ---- |
| 1409 | 1461 | 1431 | 1562 | 1518 | 1550 | 1840 |

## Администрация
| Период | Период | Фамилия        | Партия       | Примечания |
| ------ | ------ | -------------- | ------------ | ---------- |
| 1989   | 2001   | Флор-Анн Тюрка |              |            |
| 2001   | 2014   | Даниель Набюсе | Разные левые |            |

## Экономика
В 2007 году среди 1043 человек в трудоспособном возрасте (15—64 лет) 766 были экономически активными, 277 — неактивными (показатель активности — 73,4 %, в 1999 году было 66,1 %). Из 766 активных работали 705 человек (389 мужчин и 316 женщин), безработных было 61 (25 мужчин и 36 женщин). Среди 277 неактивных 73 человека были учениками или студентами, 136 — пенсионерами, 68 были неактивными по другим причинам.

## Достопримечательности
- Голубятня старой усадьбы Вожуайё (XVI век). Исторический памятник с 1982 года[3]
- Усадьба Виль-Меан
- Часовня Сен-Марк
- Часовня Сент-Барб
- Часовня Сент-Ив